# Aanspatiëren
Aanspatiëren is een typografische techniek waarbij de ruimte tussen de letters wordt vermeerderd met een aantal eenheden. 
Deze techniek wordt gebruikt om bij het uitlijnen van teksten een rustiger tekstbeeld te verkrijgen. De optimale kerning (onderlinge letterafstand) van een regel wordt door uitlijning verbroken. Met gelijkmatig aanspatiëren wordt dit ten dele gecompenseerd. Vroeger was het een van de vaardigheden die de letterzetter moest beheersen; tegenwoordig berekent programmatuur de gewenste spatiëring.